# ミゲール・ベルチェット
ミゲール・ベルチェルト（Miguel Ángel Berchelt Cervera、1991年11月17日 - ）は、メキシコのプロボクサー。ユカタン州メリダ出身。元WBO暫定・WBC世界スーパーフェザー級王者。

## 来歴

### スーパーフェザー級
2010年11月17日、ユカタン州メリダでデビュー戦を行い、2回1分26秒TKO勝ちを収めた。
2012年9月7日、ユカタン州メリダでバーマン・サンチェスとWBCインターコンチネンタルスーパーフェザー級ユース王座決定戦を行い、2回57秒TKO勝ちを収め王座を獲得した。
2012年11月9日、ユカタン州メリダでオリバー・フローレスと対戦し、2回2分49秒KO勝ちを収め初防衛に成功した。
2013年8月31日、ユカタン州メリダで元IBF世界フェザー級王者のクリストバル・クルスと対戦し、5回2分25秒TKO勝ちを収めた。
2014年3月15日、チアパス州パレンケでルイス・エドゥアルド・フローレスと対戦し、プロ初黒星となる初回1分39秒TKO負けを喫した。
2015年3月28日、ユカタン州メリダのポリフォルム・サムナでレネ・ゴンサレスとNABO北米スーパーフェザー級王座決定戦を行い、ゴンサレスが5回終了時に棄権した為TKO勝ちを収め王座を獲得した。
2016年1月12日、ニューヨークで入札が実施され、ベルチェットを擁するサンフェル・プロモーションズが25万1000ドルを提示。アル・ヘイモンに近いローマン・マルチネスを擁するオールスター・ボクシングが20万1500ドルを提示した為、サンフェル・プロモーションズが開催権を落札した。但しマルチネス陣営のプエルトリコ・ベスト・ボクシングは入札に参加しなかった。
2016年3月23日、ユカタン州メリダのポリフォルム・サムナでWBO世界スーパーフェザー級王者のローマン・マルチネスと対戦予定だったが、マルチネスが左手を負傷し中止になった。その為、試合はWBOインターコンチネンタルスーパーフェザー級王者でWBO世界スーパーフェザー級3位のジョージ・ジュップとのWBO世界スーパーフェザー級暫定王座決定戦に変更となり、ベルチェットが6回1分55秒TKO勝ちを収め王座を獲得した。
2016年7月16日、メヒコ州ラパスのポリデポルティーボ・ソラヤ・ヒメネスでWBOアジア太平洋スーパーフェザー級王者でWBO世界スーパーフェザー級2位のチョンラターン・ピリヤピンヨーと対戦し、4回2分59秒KO勝ちを収め、初防衛に成功した。
2017年1月28日、インディオのファンタジー・スプリングス・リゾート・カジノ内スペシャル・イベント・センターでWBC世界スーパーフェザー級王者のフランシスコ・バルガスと対戦し、11回2分19秒TKO勝ちを収めWBOに続きWBCでの王座を獲得した。
2017年2月6日、WBCはベルチェットを2017年2月度の月間優秀選手賞に選出した。
2017年7月15日、カリフォルニア州イングルウッドのザ・フォーラムでWBC世界スーパーフェザー級1位の三浦隆司と対戦し、12回3-0（120-109、119-108、116-111）の判定勝ちを収め、初防衛に成功した。この試合でベルチェットは280,000ドル（約3100万円）、三浦は195,000ドル（約2200万円）のファイトマネーを稼いだ。
2017年8月13日、WBCはベルチェットを2017年8月度の月間優秀選手賞に選出した。
2017年12月28日、2018年2月10日にキンタナ・ロー州カンクンで元WBAスーパー・WBC世界スーパーフライ級王者でWBC世界スーパーフェザー級5位のクリスチャン・ミハレスと対戦することが決定した。しかしミハレスが出場辞退を申し出たため試合は中止となった。
2018年1月23日、同年2月10日にキンタナ・ロー州カンクンでOPBF東洋太平洋スーパーフェザー級王者でWBC世界スーパーフェザー級39位のカルロ・マガリと対戦することが決定したが、マガリの準備が間に合わずマックスウェル・アウクとの対戦に変わった。
2018年2月10日、キンタナ・ロー州カンクンのアレナ・オアシスで元WBOアフリカスーパーフェザー級王者のマックスウェル・アウクと対戦し、3回2分43秒TKO勝ちを収め2度目の防衛に成功した。
2018年6月23日、ユカタン州メリンダのポリフォルム・ザムナで元WBA世界フェザー級王者でWBC世界フェザー級10位のジョナサン・ビクター・バロスと対戦し、3回1分53秒TKO勝ちを収め3度目の防衛に成功した。
2018年11月3日、テキサス州エル・パソのドン・ハスキンス・センターにてWBC世界スーパーフェザー級1位でFECARBOXスーパーフェザー級王者のミゲル・ローマンと対戦し、9回2分58秒TKO勝ちを収め4度目の防衛に成功した。
2019年5月11日、アリゾナ州ツーソンのコンベンション・センターにて、元WBC世界スーパーフェザー級王者でWBC世界スーパーフェザー級1位のフランシスコ・バルガスと2年4ヵ月振りの再戦を行い、6回終了時にバルガスが棄権した為TKO勝ちを収め、5度目の防衛に成功した。
2019年11月2日、カリフォルニア州カーソンのディグニティ・ヘルス・スポーツ・パークでWBC世界スーパーフェザー級4位のジェイソン・ソーサと対戦し、4回2分56秒KO勝ちを収め6度目の防衛に成功した。
2020年11月3日、オスカル・バルデスとの対戦が12月12日に組まれていたが、ベルチェットが新型コロナウイルスの陽性反応が検出されたため、試合が延期になった。
2021年2月20日、ネバダ州ラスベガスのMGMグランド内ザ・バブルでオスカル・バルデスと対戦し、10回2分59秒KO負けを喫し7度目の防衛に失敗、王座防衛に失敗し王座から陥落した。

### ライト級
2022年3月26日、ネバダ州ラスベガスのリゾート・ワールド・ラスベガスでWBO世界スーパーフェザー級12位のジェレミア・ナカティラとライト級契約10回戦を行い、6回TKO負けを喫した。
2023年10月14日、メリダのポリフォルム・ザムナでディエゴ・アルベルト・ルイスとライト級契約10回戦を行い、ルイスが3回開始前に棄権した為TKO勝ちを収めた。

## 獲得タイトル
- WBCインターコンチネンタルスーパーフェザー級ユース王座
- NABO北米スーパーフェザー級王座
- WBO世界スーパーフェザー級暫定王座（防衛1=返上）
- WBC世界スーパーフェザー級王座（防衛6）